# Max Hausmann
Max Hausmann (* 6. Juli 1875 in St. Gallen; † 4. August 1948 ebenda) war ein Schweizer Arzt und Autor.

## Leben und Werk
Max Hausmann war der Sohn des «Hecht-Apotheke»-Gründers Caspar Friedrich Hausmann. Hausmann studierte Medizin an den Universitäten Genf, Göttingen und Bern, wo er 1900 seine Studien mit dem Staatsexamen und dem Doktorat abschloss.
Anschliessend arbeitete Hausmann als Assistenzarzt an verschiedenen Kliniken im Ausland. 1903 liess er sich als praktischer Arzt in St. Gallen nieder, wo er 1919 die «Blumenauklinik» gründete. 1910 trat er der Concordia-Freimaurerloge bei.
Hausmann war seit 1906 aktives Mitglied in der St. Gallischen Naturwissenschaftlichen Gesellschaft und war über dreissig Jahre in deren Vorstand tätig. 1946 erhielt er die Ehrenmitgliedschaft.
Zudem wirkte er in der St. Galler Ortsgruppe der Neuen Helvetischen Gesellschaft mit und war zweimal deren Präsident. Als überzeugter Gegner des Alkohols und des Nikotins präsidierte Hausmann auch die Abstinentenbewegung des St. Galler «Alkoholgegnerbundes».
Hausmann war verheiratet und hatte zwei Söhne. Seine Frau verstarb 1922.